# La bruja de mi madre
La bruja de mi madre (título original: Wicked Stepmother, conocida en otros países de habla hispana como La madrastra malvada) es una película estadounidense de comedia, ciencia ficción y fantasía.
Fue dirigida por Larry Cohen, estrenada en 1989 y protagonizada por Bette Davis y Barbara Carrera. 
La película significó la última aparición cinematográfica de Davis antes de su muerte.

## Sinopsis
El teniente de policía MacIntosh (Tom Bosley) acude a una residencia a investigar la desaparición misteriosa de una familia alertado por Mandy (Susie Garrett), una exempleada de la familia. Mandy le dice que sospecha de una misteriosa anciana que un día llegó a la casa como empleada, y a la que acusa de ser una bruja malvada. 
Mientras investigan, el teniente MacIntosh y Mandy encuentran una caja de zapatos que contiene a toda la familia desaparecida, inexplicablemente reducida a tamaño miniatura. En la comisaría, MacIntosh y su gente comentan que este extraño caso se suma al de la desaparición misteriosa de otras familias. Todos los casos coinciden con la irrupción de una misteriosa anciana en sus vidas. El teniente MacIntosh decide seguirle la pista convencido de que es una hechicera.
Mientras tanto, Jenny Fischer (Colleen Camp) y su esposo Steve (David Rasche) regresan a su hogar en Los Ángeles, California tras dos semanas de vacaciones. Jenny se muestra algo inquieta y nerviosa por haber dejado a Sam (Lionel Stander), su padre, la tarea de cuidar solo de la casa. Cuando ambos cruzan la puerta de su hogar, Sam les recibe con la novedad de que se ha casado con una mujer a la que conoció por casualidad al salir del supermercado. Esta mujer es Miranda Pierpoint (Bette Davis), una anciana de apariencia misteriosa que de inmediato altera los nervios de Jenny y le pide: Llámame madre. Miranda tiene completamente dominado a Sam y manifiesta costumbres extrañas que alteran el orden de la familia (como fumar dentro de la casa y comer carne, ya que la familia es vegetariana).
Con el paso de los días, la familia comienza a mostrar comportamientos extraños. Sam, que antes detestaba la televisión, se ha convertido en un fanático de los programas de concursos, además de mostrarse feliz de que el cabello esté volviendo a crecer en su calva cabeza. Jenny por su parte, comienza a manifestar síntomas de una alergia. Cuando Miranda y Sam comen en la terraza, Miranda le muestra a Sam a su gato llamado "Pericles". Sam le dice a Miranda que Jenny es alérgica a los gatos.
Por otro lado, el teniente MacIntosh es despedido de su empleo al intentar convencer a sus superiores de que deberían acudir a un experto en brujería para intentar resolver el misterio de la familia encogida. Paralelamente, Jenny contrata los servicios del detective Flynn (James Dixon), quien comienza a realizar una torpe investigación sobre Miranda. Mike (Shawn Donahue), el hijo de Jenny y Steve, regresa a casa después de haber estado en un campamento y muestra su rechazo a Miranda al saber que se ha instalado en su habitación. Miranda muestra interés especial por Steve y le pregunta si puede visitarlo para verle ejercer como abogado en un juicio. El día del juicio, Steve queda deslumbrado por una despampanante mujer.
Jenny está convencida de que su alergia es ocasionada por la presencia de un gato en la casa. Jenny espía a Miranda por la ventana y descubre no solo que el gato es de su propiedad, sino que además tiene poderes mágicos (porque la ve encender sus cigarrillos sin necesidad de cerillas o encendedores). Sin embargo, Miranda finge demencia y el propio Steve empieza a pensar que su esposa está perdiendo la razón. Miranda les dice a Jenny y a Steve que tiene una hija y que la ha invitado a pasar unos días con la familia. Priscilla (Barbara Carrera), la supuesta hija de Miranda, se aparece en casa de los Fisher. Steve queda impactado al ver que es la misma mujer que conoció el día del juicio.
Al día siguiente, Priscilla informa a la familia que Miranda se ausentará unos días para resolver unos negocios en San Francisco. A Jenny le sorprende que Miranda parta cuando su hija acaba de llegar. Priscilla decide aprovechar los achaques de Jenny para separarla de Steve y comienza a seducirlo. Además realiza una serie de hechizos que ponen patas arriba la casa de la familia. Se revela entonces que Priscilla y Miranda en realidad son dos brujas. Priscilla no tiene un cuerpo físico y vive encerrada en el gato "Pericles". Miranda le presta su cuerpo para existir en el mundo físico. Pero Priscilla se niega a devolverle a Miranda su cuerpo y la mantiene encerrada dentro de "Pericles". El detective Flynn toma fotografías a Priscilla mientras hace hechizos con las plantas en el jardín, pero al revelarlas aparece la figura de Miranda. Jenny se convence de que Miranda y Priscilla son seres sobrenaturales y decide acudir a una biblioteca de libros paranormales. Allí, el señor Feldshine (Seymour Cassel), el encargado de la biblioteca, le muestra un libro de las brujas más famosas de Norteamérica en el que Jenny descubre a Miranda.
Priscilla decide inscribir a Sam en un programa de concursos televisivos, cuyo premio principal es de 2 millones de dólares. Ella le da a Sam el don de tener la respuesta a cualquier pregunta que le hagan. De forma paralela, decide seducir a Steve. Ambos terminan en la cama, pero Steve queda concmocionado al descubrir, entre las sábanas, que Priscilla tiene una cola de gato.
Jenny decide acudir a un curso de hechicería y allí se encuentra con el teniente MacIntosh. Ambos deciden destruir finalmente a las brujas. La instructora (Evelyn Keyes), les enseña un conjuro para destruir a las malvadas brujas. Mientras tanto, Sam triunfa en el programa de concursos televisivos. Jenny descubre que el objetivo de Miranda y Priscilla es que Sam se vuelva muy rico, para después matarlos a todos y quedarse con su fortuna.
Jenny idea un plan para deshacerse de las brujas. Paralelamente, Priscilla y Miranda comienzan a tener problemas, pues Miranda reclama su cuerpo. Jenny le dice a Priscilla que abandonará a su familia. Priscilla le entrega al gato "Pericles" para que le haga compañía y cura a Jenny de su alergia, esto con el fin de deshacerse de Miranda, quién permanece encerrada en el felino. Jenny se reúne con el teniente MacIntosh y ambos comienzan el conjuro para destruir a las brujas. Priscilla descubre el engaño y confronta a Jenny en una batalla mágica que prácticamente destruye su casa. Jenny no puede con el poder de Priscilla, además de ignorar la forma de encerrar a las brujas en el mismo gato. En medio de la pelea, aparece Sam y oye cómo Jenny pregunta por el conjuro para encerrar a las dos hechiceras. Como Priscilla le dio el don de conocer la respuesta a cualquier pregunta, él responde de manera involuntaria y le da a su hija el conjuro con el que finalmente encierra a Priscilla en el gato junto a Miranda. Jenny entrega al gato al teniente MacIntosh. Sam les dice que con el dinero que ganó en el concurso televisivo podrán reconstruir la casa.
MacIntosh se lleva al gato en su coche para deshacerse de él, pero por el camino, las dos brujas se defienden encogiéndolo con el coche incluido. El diminuto vehículo sigue carretera adelante implorando que otros automóviles no le aplasten, pero su destino y el de las brujas no puede ser más incierto.

## Elenco
- Bette Davis ... Miranda Pierpoint
- Barbara Carrera ... Priscilla Pierpoint
- Colleen Camp ... Jenny Fisher
- Lionel Stander ... Sam
- David Rasche ... Steve Fisher
- Shawn Donahue as Mike Fisher
- Tom Bosley ... Teniente MacIntosh
- Richard Moll ... Nathan Pringle
- Evelyn Keyes ... Instructora de brujería
- James Dixon ... Detective Flynn
- Seymour Cassel ... Feldshine
- Susie Garrett ... Mandy
- Joan Crawford ... Madre de Jenny (solo aparece como una fotografía)

## Comentarios
La revista TV Guide llamó a la película «un espeluznante espectáculo de carácter amable, ocasionalmente hilarante, adornado con unos pocos efectos especiales ingeniosos e interpretado con todo el descaro del mundo, con Davis ofreciendo una interpretación alegremente desagradable en su última película».
Esta película fue la última realizada por Bette Davis en su carrera cinematográfica. Aunque figura en primer lugar en los títulos de crédito, Bette Davis solo aparece en la película durante cosa de 11 minutos. Según Davis, el guion le disgustó tanto que exigió que se volviera a escribir, y se fue al respondérsele con una negativa. El guion fue modificado para explicar su ausencia. El director y productor Larry Cohen dijo que Davis tuvo que irse a Nueva York por razones médicas y que más tarde afirmó que no se fue por el guion sino porque, en realidad, temía no poder conseguir otro trabajo si la gente pensaba que estaba muy mal de salud. Se consideró la posibilidad de rehacer su papel con Lucille Ball o Bea Arthur, pero finalmente se optó por reescribir el guion e inventar la historia en la que el gato de Davis se transforma en la seductora Priscilla, interpretada por Barbara Carrera. Según los informes, el actor e imitador Michael Greer se encargó de algunos de los diálogos de Bette Davis cuando esta dejó la producción.
Pese a los resultados finales desarticulados de la película causados por Bette Davis, Larry Cohen no solo pudo vender la película terminada al estudio Metro-Goldwyn-Mayer, sino que también logró beneficiarse con la publicidad.
Como dato curioso, en una escena, el personaje de Jenny mira la foto de su madre muerta y habla con ella. La mujer de la foto es de la actriz Joan Crawford (fallecida en 1977), la gran rival cinematográfica de Bette Davis. Cuando Davis supo de esto, se enfureció y dijo que le parecía «una bajeza de pésimo gusto».
Bette Davis murió ocho meses después del estreno de la película.